# Kerk van Frederikshavn
De Kerk van Frederikshavn (Deens: Frederikshavn Kirke)is met ongeveer 1100 zitplaatsen het grootste kerkgebouw in de Deense plaats Frederikshavn. Het in 1892 voltooide gebouw werd door Vilhelm Ahlmann (1852–1928) in de nationaal-romantische stijl ontworpen. Het kerkgebouw betreft een centraalbouw met een plattegrond van een grieks kruis. Voor de met koperplaat gedekte neogotische kerktoren stond die van de dom van Aken model.

## Kerkelijke gemeente
Tegen het einde van de 19e eeuw groeide de stad Frederikshavn dermate, dat de oude kerk te klein werd. In 1882 begon men met de planning van nog een kerk, waarvoor koning Christiaan IX in 1890 de eerstesteenlegging verrichtte. Op 23 oktober 1892 werd de kerk ingewijd.
De kerkelijke gemeente behoort tot de proosdij Frederikshavn in het bisdom Aalburg.

## Interieur

#### Altaar
Het altaarschilderij toont Jezus' verschijning aan de discipelen bij het Meer van Tiberias na Zijn opstanding (Johannes 21:15-17). Het schilderij werd door de Skagenschilder Michael Ancher vervaardigd. Rond het altaar bevindt zich een knielbank voor het Heilig Avondmaal.

#### Doopengel
Het doopvont werd door Hans Peder Pedersen-Dan uit wit marmer gehouwen en heeft de vorm van een knielende engel die een Sint-Jacobsschelp vasthoudt. In zijn tijd genoot deze beeldhouwer bekendheid; van hem stammen bijvoorbeeld ook De kleine hoornblazer (brons) in Kopenhagen en het beeld van de legendarische Holger Danske op het slot Kronborg.

#### Orgel
Het huidige orgel is het derde instrument van de kerk en werd in 1974 door Marcussen & Søn uit Aabenraa gebouwd. Het orgel heeft 37 registers, verdeeld over drie manualen met hoofdwerk, rugpositief, een zwelbaar borstwerk en pedaal. De orgelkas werd door Leo Teschl ontworpen.

#### Klokken
Naast de vier klokken bevindt zich in de 56,5 meter hoge toren eveneens een 24-delig klokkenspel. Alle klokken zijn uit brons gegoten. Het carillon speelt op 09:00, 12:00, 15:00 en 18:00 uur.